# EASDAQ
De EASDAQ was de beurs van technologische aandelen gevestigd in Brussel. De beurs verliep volautomatisch en was bedoeld als Europese tegenhanger van de Amerikaanse NASDAQ. EASDAQ staat voor European Association of Securities Dealers Automatic Quotation System. In 2003 sloot de beurs definitief haar deuren als gevolg van het uiteenspatten van de internetzeepbel.
Een beroemd aandeel dat onder andere op de EASDAQ noteerde, was Lernout & Hauspie